# Хорна Потоњ
Хорна Потоњ (слч. Horná Potôň, мађ. Felsőpatony) насељено је мјесто са административним статусом сеоске општине (слч. obec) у округу Дунајска Стреда, у Трнавском крају, Словачка Република.

## Становништво
| Година:    | 1994. | 2004.   | 2014.    | 2024.    |
| ---------- | ----- | ------- | -------- | -------- |
| Број људи: | 1841  | 1762    | 1972     | 2260     |
| Разлика:   |       | -4,29 % | +11,91 % | +14,60 % |

| Година:    | 2023. | 2024.   |
| ---------- | ----- | ------- |
| Број људи: | 2206  | 2260    |
| Разлика:   |       | +2,44 % |

Према подацима о броју становника из 2011. године насеље је имало 1.995 становника.